# 文在寅政府
文在寅政府（韩语：／ Mun Jaein Jeongbu）是2017年5月10日至2022年5月10日由第19任韓國總統文在寅所領導的第六共和國第七屆大韩民国政府。第18任總統朴槿惠在任內遭到彈劾並被解職，因而提前於2017年5月9日舉行第19屆總統選舉，共同民主党候選人文在寅以41%得票率當選，並於次日組成本屆政府。2017年5月18日舉行的光州事件37周年紀念會中，文在寅才首次在公開場合使用了「文在寅政府」這一名稱。

## 名稱
文在寅在競選期間多次強調政府會叫做「共同民主黨政府」。第15屆總統金大中也命名其政府為「國民政府」而非「金大中政府」，第16屆總統盧武鉉也以「參與政府」取代「盧武鉉政府」使用。 
2017年5月18日以前，青瓦臺並沒有為此屆政府單獨命名的打算。但是文在寅在當日光州事件紀念儀式使用了「文在寅政府」這一名稱，儘管青瓦臺相關人士否定這是正式名稱，但這名稱已經成為確定的、事實上的稱謂。

## 政府人事

### 青瓦臺（交接前）
文在寅總統甫上任即任命曹國、尹永燦、趙顯玉、田炳憲、河勝彰及金秀顯六人為青瓦臺首席秘書官，並任命李正道為總務秘書官、朴炯哲為反腐秘書官、朴洙賢為青瓦臺發言人、金宗浩為公職綱紀秘書官、尹建永為國政狀況室長、韓秉道為政務秘書官、宋仁培為第一附屬秘書官、俞松和為輔佐第一夫人金正淑的第二附屬秘書官、申東鎬（신동호）為演說秘書官、曹容宇（조용우）為國政記錄秘書官、高旼廷為青瓦臺副發言人、俞靜雅為新媒體秘書官以及申知延（신지연）為外信秘書官。
|                      |                   |            |  |  |  |  |  |
| 職務                 | 姓名              | 所屬政黨   |  |  |  |  |  |
| 總統秘書室長         | 俞英民            | 共同民主党 |  |  |  |  |  |
| 政務首席秘書官       | 李哲熙            | 共同民主党 |  |  |  |  |  |
| 政策室室長           | 李昊昇            |            |  |  |  |  |  |
| 國家安保室室長       | 徐薰              | 共同民主党 |  |  |  |  |  |
| 國家情報院院長       | 朴智元 (政治人物) | 無黨籍     |  |  |  |  |  |
| 國家人權委員會委員長 | 崔永愛            |            |  |  |  |  |  |

### 國務總理
|           |          |                |               |               |          |            |  |
| 內閣 次序 | 總理肖像 | 總理姓名       | 存續期間      | 存續期間      | 存續期間 | 所屬政黨   |  |
| 內閣 次序 | 總理肖像 | 總理姓名       | 到任時間      | 卸任時間      | 任期時間 | 所屬政黨   |  |
| 1         |          | 柳一镐（代理） | 2017年5月11日 | 2017年5月31日 | 20天     | 自由韩国党 |  |
| 1         |          | 李洛淵         | 2017年5月31日 | 2020年1月13日 | 2年227天 | 共同民主党 |  |
| 1         |          | 丁世均         | 2020年1月14日 | 2021年4月16日 | 1年92天  | 共同民主党 |  |
| 2         |          | 洪楠基（代理） | 2021年4月16日 | 2021年5月14日 | 28天     | 無黨籍     |  |
| 1         |          | 金富謙         | 2021年5月14日 | 2022年5月11日 | 362天    | 共同民主党 |  |

### 內閣
|                             |                |      |                |                |            |  |
| 職務                        | 姓名           | 肖像 | 任職期間       | 任職期間       | 所屬政黨   |  |
| 職務                        | 姓名           | 肖像 | 到任時間       | 卸任時間       | 所屬政黨   |  |
| 经济副总理兼 企劃財政部部長 | 金東兗         |      | 2017年6月9日   | 2018年12月9日  | 無黨籍     |  |
| 经济副总理兼 企劃財政部部長 | 洪楠基         |      | 2018年12月10日 | 2022年5月9日   | 無黨籍     |  |
| 社会副总理兼 教育部部長     | 金相坤         |      | 2017年7月4日   | 2018年10月2日  | 共同民主党 |  |
| 社会副总理兼 教育部部長     | 俞銀惠         |      | 2018年10月2日  | 2022年5月9日   | 共同民主党 |  |
| 科學技術情報通信部部長      | 俞英民         |      | 2017年7月11日  | 2019年9月8日   | 共同民主党 |  |
| 科學技術情報通信部部長      | 崔起榮         |      | 2019年9月9日   | 2021年5月13日  | 無黨籍     |  |
| 科學技術情報通信部部長      | 林惠淑         |      | 2021年5月14日  | 2022年5月9日   | 無黨籍     |  |
| 外交部部長                  | 康京和         |      | 2017年6月18日  | 2021年2月9日   | 共同民主党 |  |
| 外交部部長                  | 郑义溶         |      | 2021年2月9日   | 2022年5月11日  | 共同民主党 |  |
| 統一部部長                  | 趙明均         |      | 2017年7月3日   | 2019年4月8日   | 無黨籍     |  |
| 統一部部長                  | 金鍊鐵         |      | 2019年4月8日   | 2020年6月19日  | 無黨籍     |  |
| 統一部部長                  | 徐虎（代理）   |      | 2020年6月19日  | 2020年7月27日  | 無黨籍     |  |
| 統一部部長                  | 李仁榮         |      | 2020年7月27日  | 2022年5月9日   | 共同民主党 |  |
| 法務部部長                  | 朴三基         |      | 2017年7月19日  | 2019年9月8日   | 無黨籍     |  |
| 法務部部長                  | 曹國           |      | 2019年9月9日   | 2019年10月14日 | 無黨籍     |  |
| 法務部部長                  | 金浯洙（代理） |      | 2019年10月14日 | 2020年1月1日   | 無黨籍     |  |
| 法務部部長                  | 秋美愛         |      | 2020年1月2日   | 2021年1月27日  | 共同民主党 |  |
| 法務部部長                  | 朴範界         |      | 2021年1月28日  | 2022年5月9日   | 共同民主党 |  |
| 國防部部長                  | 宋永武         |      | 2017年7月13日  | 2018年9月21日  | 共同民主党 |  |
| 國防部部長                  | 鄭景斗         |      | 2018年9月21日  | 2020年9月18日  | 共同民主党 |  |
| 國防部部長                  | 徐旭           |      | 2020年9月18日  | 2022年5月11日  | 無黨籍     |  |
| 行政安全部部長              | 金富謙         |      | 2017年7月25日  | 2019年4月5日   | 共同民主党 |  |
| 行政安全部部長              | 陳永           |      | 2019年4月6日   | 2020年12月23日 | 共同民主党 |  |
| 行政安全部部長              | 全海澈         |      | 2020年12月24日 | 2022年5月9日   | 共同民主党 |  |
| 文化體育觀光部部長          | 都鍾煥         |      | 2017年6月16日  | 2019年4月2日   | 共同民主党 |  |
| 文化體育觀光部部長          | 朴良雨         |      | 2019年4月3日   | 2021年2月10日  | 無黨籍     |  |
| 文化體育觀光部部長          | 黃熙           |      | 2021年2月11日  | 2022年5月13日  | 共同民主党 |  |
| 農林畜產食品部部長          | 金瑛錄         |      | 2017年7月3日   | 2018年3月15日  | 共同民主党 |  |
| 農林畜產食品部部長          | 金炫秀（代理） |      | 2018年3月16日  | 2018年8月8日   | 無黨籍     |  |
| 農林畜產食品部部長          | 李介昊         |      | 2018年8月9日   | 2019年8月30日  | 共同民主党 |  |
| 農林畜產食品部部長          | 金炫秀         |      | 2019年8月31日  | 2022年5月10日  | 無黨籍     |  |
| 產業通商資源部部長          | 白雲揆         |      | 2017年7月22日  | 2018年9月1日   | 無黨籍     |  |
| 產業通商資源部部長          | 成允模         |      | 2018年9月21日  | 2021年5月6日   | 無黨籍     |  |
| 產業通商資源部部長          | 文勝煜         |      | 2021年5月6日   | 2022年5月11日  | 無黨籍     |  |
| 保健福祉部部長              | 朴凌厚         |      | 2017年7月22日  | 2020年12月23日 | 共同民主党 |  |
| 保健福祉部部長              | 權德喆         |      | 2020年12月24日 | 2022年5月25日  | 無黨籍     |  |
| 環境部部長                  | 金恩京         |      | 2017年7月4日   | 2018年11月9日  | 共同民主党 |  |
| 環境部部長                  | 趙明來         |      | 2018年11月10日 | 2021年1月21日  | 無黨籍     |  |
| 環境部部長                  | 韓貞愛         |      | 2021年1月22日  | 2022年5月9日   | 共同民主党 |  |
| 僱傭勞動部部長              | 金榮珠         |      | 2017年8月14日  | 2018年9月21日  | 共同民主党 |  |
| 僱傭勞動部部長              | 李載甲         |      | 2020年9月21日  | 2021年5月6日   | 共同民主党 |  |
| 僱傭勞動部部長              | 安庚德         |      | 2021年5月7日   | 2022年5月9日   | 無黨籍     |  |
| 女性家族部部長              | 鄭鉉柏         |      | 2017年7月7日   | 2018年9月21日  | 無黨籍     |  |
| 女性家族部部長              | 陳善美         |      | 2018年9月21日  | 2019年9月9日   | 共同民主党 |  |
| 女性家族部部長              | 李貞玉         |      | 2019年9月9日   | 2020年12月27日 | 無黨籍     |  |
| 女性家族部部長              | 鄭英愛         |      | 2020年12月28日 | 2022年5月17日  | 無黨籍     |  |
| 國土交通部部長              | 金賢美         |      | 2017年6月21日  | 2020年12月28日 | 共同民主党 |  |
| 國土交通部部長              | 卞彰欽         |      | 2020年12月29日 | 2021年4月16日  | 無黨籍     |  |
| 國土交通部部長              | 尹成元（代理） |      | 2021年4月16日  | 2021年5月14日  | 無黨籍     |  |
| 國土交通部部長              | 盧炯旭         |      | 2021年5月14日  | 2022年5月13日  | 無黨籍     |  |
| 海洋水產部部長              | 金榮春         |      | 2017年6月16日  | 2019年4月2日   | 共同民主党 |  |
| 海洋水產部部長              | 文成赫         |      | 2019年4月3日   | 2022年5月9日   | 共同民主党 |  |
| 中小暨新創企業部部長        | 洪鍾學         |      | 2017年11月21日 | 2019年4月8日   | 共同民主党 |  |
| 中小暨新創企業部部長        | 朴映宣         |      | 2019年4月8日   | 2021年1月20日  | 共同民主党 |  |
| 中小暨新創企業部部長        | 權七勝         |      | 2021年2月5日   | 2022年5月11日  | 共同民主党 |  |

## 任內施政

### 百大國政課題
2017年7月19日，文在寅政府正式發表百大國政課題。百大國政課題以達成「人民的國家、正義的大韓民國」為目標，並分為國家主權、經濟民主主義、社會福利、均衡發展和朝鲜半岛和平繁榮五大領域。

### 國防政策
競選期間文在寅承諾縮短軍隊役期，從21個月縮短到18個月，並縮減兵力至50萬人，文陣營認為，縮短服役時間可以讓青年更早進入社會，為經濟發展做出貢獻；至於造成的兵力短缺可以透過補充士官來解決，並藉此「創造僱傭效應」。此外，直到2020年為止，薪水將提高到最低薪資水平的50%，同時向士兵提供通信補助，若在服役期間負傷、患病，退役後可享醫療援助補貼、終身俸，並輔導就業。
至於國防主權的部分，由於《美韩共同防御条约》的緣故韓國總統僅有平時作戰指揮權，文在選前提出收回戰時作戰指揮權的政見，但至今未獲華府同意。另外關於軍費分攤的問題，2019年時任美国总统唐納·川普要求韓方多負擔駐韓美軍的防禦費用，但文政權認為該要求違反美韓之間的協定，雙方歷經了九次談判後，最終於2021年達成協議，韓方將多負擔13.9%的駐軍費用。

### 社會政策
文在寅政府上臺之後，諸如富者課重稅、就業安全保障、社会福利、無核化等政策開始浮出水面。文在寅政府的目標是「負責國民生活的政府」，預計將會增強低出生率、高齡化、貧困、保育、教育和醫療等領域的福利政策。文在寅甫上任便編列了10兆韓元的預算在這上面。
在性別平等方面，2018年＃MeToo風潮風靡至韓國後執政黨積極響應，文在寅並要求司法部門主動調查，誓言嚴懲性暴力犯罪。然而，執政黨卻接二連三爆發多起黨籍地方首長性骚扰醜聞，包括忠清南道知事安熙正、釜山市長吳巨敦及首爾市長朴元淳等重量級人士，且事發後共同民主黨竟修改有黨籍人士涉嫌性犯罪不得參與補選的黨規，導致其聲望急遽下滑，同時也丟失首爾、釜山兩市的執政地位。

### 住房政策
新政的焦點放在居住正義、都市更新方面 ，由於首爾的房價連年高居不下，導致大量的年輕世代買不起房、甚至租不起房，文在寅政權將其原因歸咎於房市過熱，因此上任後祭出一連串的打房措施，包括課徵囤房稅、上調綜合房產稅率和轉讓稅率、嚴查投機性炒房和逃稅行為等等，同時加速公共住宅的建設速度，並放寬單身族與年輕夫妻的申請資格，預計每年提供17萬戶、五年85萬戶的公共租賃住宅。然而首都圈的房價卻未見趨緩，反而上漲至20年來的新高，甚至一度引發恐慌性的購屋潮；而國土交通部下轄的韓國土地住宅公社也在2021年爆出職員投機弊案，多名職員利用職務知悉的情資，長期在開發案前投資預定收購土地，導致國土交通部部長卞彰欽請辭下台。

### 對北政策
文在寅繼承金大中、盧武鉉時期的陽光政策，主張應透過對話解決朝鮮半島問題，進而達到兩韓統一。文在寅與北韓領導人金正恩曾於2018年4月27日、2018年5月26日及2018年9月中旬分別在板門店及平壤舉行三次兩韓首腦會談；亦曾於2018年平昌冬奧女子冰球賽項目與北韓共組兩韓聯隊。
2020年6月16日，北韓炸毀開城工業區的兩韓聯絡辦公室大樓，朝鮮勞動黨中央組織部第一副部長金與正並宣布切斷兩韓聯絡機制；部分媒體認為，導致此次事件的原因是平壤方面不滿首爾當局放任脫北者組織在兩韓邊境通過氣球發送傳單。

### 外交政策
文政府為了修補薩德事件後韓中關係裂痕，主張對中友善策略，時任外交部長康京和甚至表示將不參與美國的导弹防御體系。然而，文在寅於2021年5月訪問美國時，與美国总统乔·拜登的聯合聲明中卻罕見提及台灣海峽局勢，聲明韓方反對以非和平方式破壞台海和平，打破過去半世紀以來韓國從不在台海議題上表態的外交傳統。
在韓美關係方面，2021年起因Covid-19疫苗短缺與半导体供应链問題，文在寅在5月主動出訪華府與美國總統拜登會面，雙方達成條件交換，韓方宣布三星、現代、LG與SK等四大財閥確定在美投資44兆韓圓，三星電子也將擴充在美設廠據點；美方則解除韓國导弹射程限制，並捐贈55萬劑的嬌生疫苗給韓國軍方使用。
對日方面，文在寅時期的韓日關係在日韓貿易戰之後降至冰點，韓方甚至一度主動要求廢除《韩日军事情报保护协定》。在慰安妇的賠償問題上，文在寅政權也採取相當強硬的態度；同時首尔中央地方法院也受理韓籍慰安婦的起訴，並判決日方須賠償12億韓圓給受害者，導致東京當局相當不滿，認為朝鮮慰安婦問題已於1965年的《日韓請求權協定》中解決，韓方要求並不合理。
2022年俄羅斯入侵烏克蘭，文在寅政府發佈聲明對莫斯科當局的侵略行為感到遺憾，並表示韓國將配合國際制裁，禁止對俄罗斯出口戰略物資與支持將其踢出SWIFT系統，同時也對白羅斯一併實施制裁。

### 防疫政策
2020年初Covid-19疫情在武漢爆發後，身為鄰國的韓國很快受到影響，短短數月內感染病例激增至1萬多例，一度成為疫情最嚴重的國家之一。但在初期的短暫混亂後，政府迅速成立「中央防疫對策本部」，啟動入境管制與社區篩檢，同時落實疫調追蹤與框列隔離，並發佈嚴格的社交距離規範，使得疫情在短時間內受到迅速控制，因而與臺灣、新加坡並列為亚洲防疫模範國，韓國媒體將之稱為「K防疫」。
「K防疫」使得文在寅政府的聲望大增，2020年5月的國會選舉執政黨一口氣拿下過半數的180席，也讓文政權在國會中獲得更加穩定的支持。然而之後陸續爆發幾波的疫情後，全國上下進入了防疫疲勞的狀態，雖然疫苗覆蓋率達八成以上，但防疫所衍生的經濟問題也一一浮現，不少自營業者與店家紛紛控訴嚴格的防疫措施使他們頓失收入來源，即使政府發放補助也無法補足經濟缺口。為了解決民生問題，2021年末文政府試圖放寬防疫限制「與病毒共存」，病例數卻一下子暴增，韓國的防疫政策即在經濟與公衛安全之間來來回回拉扯數月後，疫情始告穩定。

### 特赦朴槿惠
2021年底，文在寅政府突然宣佈特赦因「閨密門案」被彈劾入獄的前總統朴槿惠，引起舉國譁然。由於文在寅以清廉、人权律师的形象著稱，上任四年以來遲遲不肯特赦朴槿惠；此次卻突然宣布特赦，輿論解讀為因2022年總統選舉選情陷入膠著，文政府試圖透過此舉拉攏中間選民，因而特赦原先應被關到2039年才能獲釋的朴槿惠。儘管官方表示是考量特赦象徵和解團結與評估其健康狀況後的決定，但此舉仍然遭到許多進步派盟友的強烈批判，認為其違背自己當初的承諾。